# Oslo-akkoorden
De Oslo-akkoorden ("Oslo Accords") zijn een reeks overeenkomsten tussen de PLO en Israël die tot doel hadden de eerste aanzet te zijn om het Israëlisch-Palestijns conflict op te lossen door de oprichting van Palestijns zelfbestuur onder een Palestijnse Autoriteit op de Westelijke Jordaanoever en de Gazastrook. Zij bestaan uit respectievelijk het Oslo I-akkoord van 13 september 1993 en het Oslo II-akkoord van 24 september 1995. Op 4 mei 1994 werd een tussenakkoord gesloten, dat bekend staat als het "Gaza-Jericho-akkoord" of "Caïro-akkoord". Kenmerkend voor de Oslo-akkoorden zijn de talloze annexen, waarin specifieke onderdelen tot in de kleinste details zijn uitgewerkt.
De akkoorden beloofden geen onafhankelijke Palestijnse staat. Dit vredesproces kwam in de tweede helft van de jaren 90 tot stilstand. Latere pogingen om dit te redden faalden.
Mahmoud Abbas tekende voor de Palestijnse Bevrijdingsorganisatie en Simon Peres tekende voor de regering van Israël. De getuigen waren Warren Christopher namens de Verenigde Staten en Andrei Kozyrev namens Rusland. De ondertekening vond plaats in Washington in aanwezigheid van Bill Clinton, president van de Verenigde Staten, Yitzchak Rabin, minister-president van Israël en Yasser Arafat, voorzitter van de PLO.

## Voorgeschiedenis

### De Eerste Intifada
In 1987, twintig jaar na de Zesdaagse Oorlog, brak in de Palestijnse bezette gebieden een opstand uit. De voornaamste aanleiding was de uitzichtloosheid van de toen begonnen bezetting, die daar zeker ook door jongeren ervaren werd. Het duurde tot 1993 eer deze opstand door Israël geheel was uitgedoofd.

### Conferentie in Madrid
De Verenigde Staten en de Sovjet-Unie organiseerden op 30 oktober 1991 een internationale vredesconferentie in Madrid. Ter voorbereiding had de VS acht bezoeken aan de regio gebracht en overlegd met Arabische staten, Israël en de Palestijnen. Uitgenodigd waren Israël, Syrië, Libanon, Jordanië (met in hun delegatie enkele onafhankelijke Palestijnen). De Samenwerkingsraad van de Arabische Golfstaten, Egypte, de Europese Unie en de Verenigde Naties waren uitgenodigd als deelnemer-observator.
Voor de vredesbesprekingen in Madrid stuurden de Verenigde Staten twee verschillende brieven naar beide partijen. In de brief voor Israël verklaarden de Verenigde Staten dat ze de oprichting van een Palestijnse staat niet steunden. De brief aan de Palestijnen was anders verwoord; daarin verklaarden de Verenigde Staten dat er een einde moest komen aan de Israëlische bezetting, zodat de Palestijnen weer controle zouden hebben over onder andere politieke en economische aspecten die invloed hebben op hun leven. Met andere woorden, de brieven gaven aan dat de Verenigde Staten vanaf het begin van de onderhandelingen geen intentie hadden om tot een erkenning van een Palestijnse staat te komen; zelfbestuur was het uiteindelijke doel.
Doel van de conferentie was enerzijds directe onderhandelingen tussen Israël en de Arabische staten en anderzijds tussen Israël en de Palestijnen. De onderhandelingen zouden moeten zijn gebaseerd op de VN-Veiligheidsraadsresoluties 242 en 338 en uiteindelijk moeten leiden tot een duurzame vrede. Wat betreft de Palestijnen, leek de agenda een exacte reflectie van het eerdere voorstel van de Israëlische regering van Yitzhak Shamir in 1989.
De agenda voorzag in:
- Een vrijblijvende openingsconferentie zonder resoluties en met bilaterale gesprekken tussen Israël en de Arabische buurlanden
- Gesprekken met de Palestijnen over een vijf jaar durende tussenperiode van zelfbestuur
- Multilaterale gesprekken over regionale hoofd-issues, zoals vluchtelingen

Officieel had Israël geen politieke banden met de PLO en weigerde het met deze organisatie te onderhandelen. Het regeringsbeleid was vanouds een verdeel-en-heers-politiek, waarbij uitsluitend met afzonderlijke Arabische staten werd onderhandeld en niet rechtstreeks met de Palestijnen. De Israëli's waren dan ook niet geïnteresseerd in een dergelijke conferentie, omdat zij meer dachten te bereiken in afzonderlijke onderhandelingen.

### Geheime onderhandelingen
Wat betreft Israël en de Palestijnen dachten de Israëliër Yossi Beilin en de Noor Terje Larsen dat een geheime onderhandeling, buiten het oog van de pers, tot meer resultaat zou kunnen leiden dan de officiële onderhandelingen die in 1991 in Madrid waren begonnen. De aanzet tot de geheime besprekingen werd in december 1992 gegeven door Terje Larsen, die in Londen de Israëlische hoogleraar geschiedenis Yair Hirschfeld in het geheim met het PLO-lid Abu Ala in contact bracht (in die tijd was contact met PLO-leden voor Israëliërs nog bij wet verboden).
Tijdens een tweede ontmoeting verzorgden Terje Larsen en zijn vrouw Mona Juul zelf alle faciliteiten en zorgden voor een dekmantel om de ontmoeting geheim te kunnen houden. De ontmoeting werd in tegenstelling tot de besprekingen in Madrid in een huiselijke sfeer verzorgd, waarbij de delegaties gezamenlijk een woning betrokken. Drie Palestijnen en twee Israëliërs kwamen bij deze serie ontmoetingen tot een eerste versie van een principe-akkoord. De Oslo-akkoorden waren uiteindelijk het resultaat van deze serie geheime besprekingen in Noorwegen.

## Oslo I
De Oslo-akkoorden waren geen vredesakkoord, maar slechts bedoeld om onderhandelingen over zo'n akkoord mogelijk te maken. Het Oslo I-akkoord, officieel "Declaration of Principles on Interim Self-Government Arrangements", geeft een globaal overzicht van de doelstellingen en de weg om die te bereiken. Later zouden de praktische details worden uitgewerkt in vervolg-overeenkomsten. Oslo I bestond uit een basisovereenkomst en 4 annexen plus de "Agreed Minutes to the Declaration of Principles in Interim Self-Government Arrangements", kortweg de "Agreed Minutes", waarin een aantal basisafspraken staan weergegeven.
Voorafgaand aan de officiële onderhandelingen waren twee "Brieven van wederzijdse erkenning" getekend en gewisseld. Deze erkenningen waren asymmetrisch. In de ene erkende Rabin namens Israël de PLO als de wettelijke vertegenwoordiger van het Palestijnse volk. In de andere erkende Arafat namens de PLO het recht van de staat Israël om in vrede en veiligheid te bestaan (stond daarbij 78% van historisch Palestina af), aanvaardde men VN-VR resoluties 242 en 338, verbond zich er toe alle "openstaande kwesties" (Jeruzalem/Al-Quds, vluchtelingen) met Israël uitsluitend via onderhandelingen op te lossen, waarbij men het gebruik van terrorisme en geweld afzwoer en het deel van het Palestijnse Handvest, dat over het ontkennen van het recht van bestaan van Israël ging en andere niet met de Oslo-Akkoorden verenigbare artikelen, tot vervallen verklaarde.
De Israëlische regering besloot nu een officiële afvaardiging te sturen. Aan Palestijnse kant was er sinds het begin één 'officiële' afgevaardigde, Ahmed Qurei, die destijds penningmeester en derde in lijn van de PLO was. De informele sfeer viel weg toen de Israëlische delegatie plaats moest maken voor Uri Savir, onderminister van Shimon Peres en Joel Singer, een militair opgeleid advocaat. In een hotelkamer in Oslo werd in het geheim het Oslo I-akkoord ondertekend door Mahmoud Abbas en Shimon Peres
Hierna werden ook de pers en de officiële delegatie van de "Madridconferentie" van het bereikte akkoord op de hoogte gesteld. De publieke ceremonie met vele genodigden en de wereldpers in Washington vond op 13 september 1993 plaats in de tuin van het Witte Huis.

### Doel
Volgens artikel I was het doel onder andere het instellen van een "Interim-Autoriteit voor Palestijns Zelfbestuur" ("Palestinian Interim Self-Government Authority") en een democratisch door de bevolking van de Westoever en de Gazastrook te kiezen parlement ("Council"). Het vredesproces zou – via een overgangs- of interim-periode van ten hoogste vijf jaar – moeten leiden tot een eindovereenkomst (“permanent settlement”), gebaseerd op de VN-resoluties 242 en 338.
De inhoud van dit akkoord betreft de gedeeltelijke terugtrekking van het Israëlische leger uit de Gazastrook en de Westelijke Jordaanoever en het recht op (beperkt) zelfbestuur van de Palestijnen door de vorming van de Palestijnse Autoriteit.
Bepaalde onderwerpen zoals de stad Jeruzalem (al-Quds), de Palestijnse vluchtelingen, Israëlische nederzettingen en grenzen zouden dan daarna in de slotfase ( 'Final Status') van de onderhandelingen worden uit-onderhandeld. Deze fase moest in het derde jaar van de interim-periode beginnen. Niet later dan na het vijfde jaar (4 mei 1999) zou er dan een "permanente status", vrede, moeten zijn bereikt gebaseerd op Resoluties 242 en 338). Er werd overigens nergens over "een Arabische" of "Palestijnse staat" gesproken, noch in de teksten, noch in de officiële toespraken.
Palestijns zelfbestuur zou in fases worden ingevoerd en uitgebreid, te beginnen met de Israëlische terugtrekking uit de Gazastrook en het gebied rond Jericho. Een aantal civiele taken die tot dan toe werden uitgevoerd door het Civiel Bestuur ("Civil Administration") van het Israëlische leger werden overgedragen aan die van de Palestijnen. Dat betrof onderwijs en cultuur, gezondheidszorg en maatschappelijk welzijn, directe belastingen en toerisme, en een sterke politiemacht. Israël zou daarentegen verantwoordelijk blijven voor de militaire veiligheid en de joodse nederzettingen.

## Gaza-Jericho-akkoord

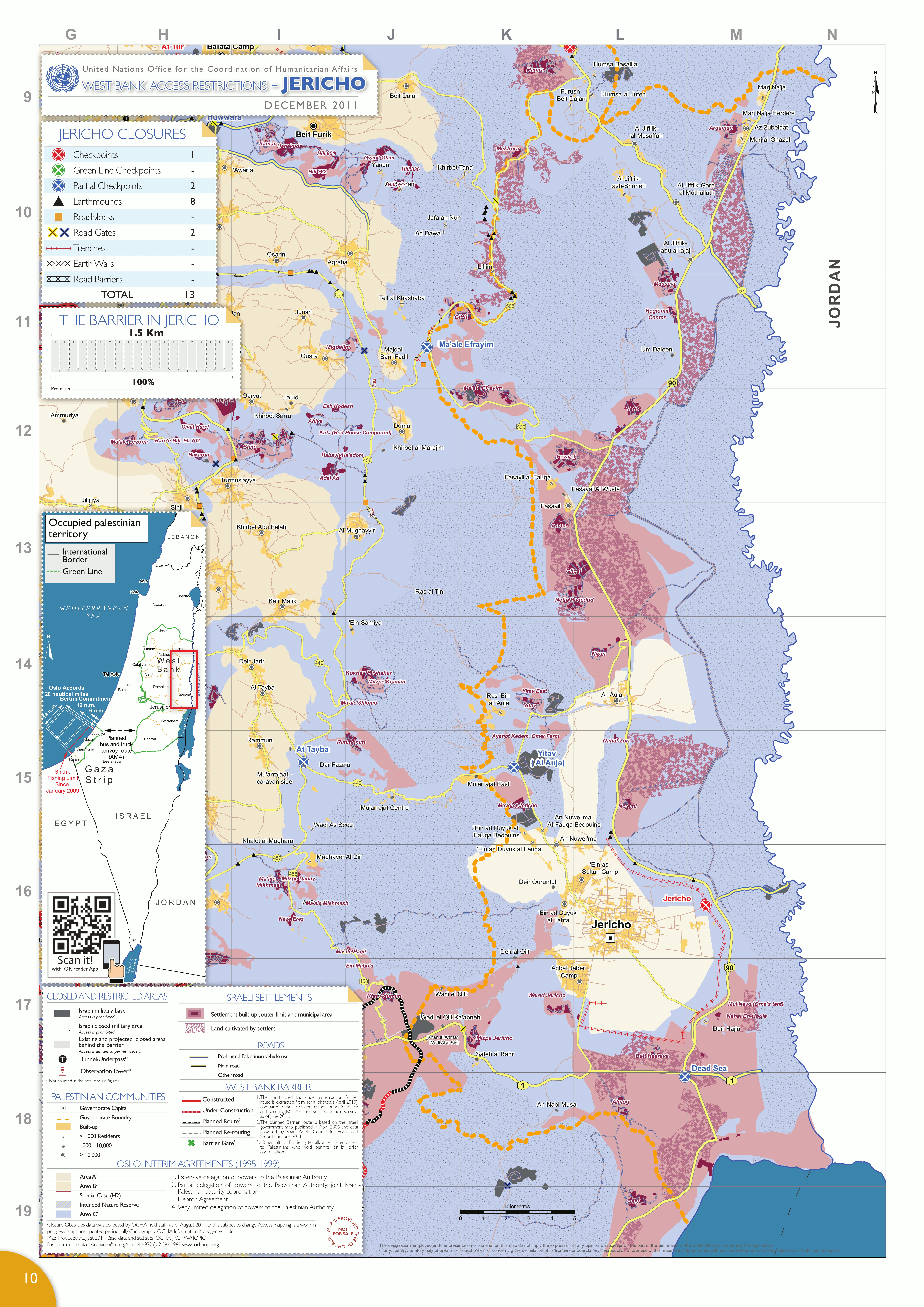
OCHA oPt-kaart van 2011 met rechts in beige het over te dragen gebied "Area A", ongeveer overeenkomend met Map No. 2. In paars de omringende joodse nederzettingen.

Het "Gaza-Jericho-akkoord" of "Caïro-akkoord" van 4 mei 1994, officieel "Agreement on Gaza Strip and Jericho Area", was een zeer belangrijk tussen-akkoord, want hierin werd het Oslo I-akkoord concreet uitgewerkt. Met deze overeenkomst werd de als tijdelijk, voor maximaal 5 jaar, bedoelde Palestijnse Autoriteit (PA) opgericht. Voor de Palestijnen het gehoopte begin van een soevereine staat, voor Israël een zelfbestuur (Self-Government) voor een aantal bestuurlijke taken.
Hiermee werd tevens het begin van de Israëlische terugtrekking – conform artikel II te beginnen in Gaza en de Jericho-regio, met uitzondering van joodse nederzettingen en de grond daaromheen – vastgelegd en daarmee ook de even lange overgangsperiode ("interim period" of "transitional period"). Hoewel deze 5-jarige interim-periode op 4 mei 1999 formeel afliep (waarbij het leger zich slechts deels had teruggetrokken), werd deze daarna (ook na het afsluiten van het Oslo II-akkoord) stilzwijgend voor onbepaalde tijd verlengd.
Het "Gaza-Jericho-akkoord" was feitelijk de uitvoering van artikel XIV en ANNEX II van Oslo I. Het bestaat uit een basisovereenkomst, 4 annexen en 6 kaarten. ANNEX II bevat ook nog 5 appendices en ANNEX IV (het 'Paris Protocol') 3 appendices met 3 'uitputtende lijsten' die de bevoegdheden van de Palestijnen over te importeren goederen sterk inperken.

### Specifieke onderwerpen

#### Nederzettingen
Het Caïro-akkoord bepaalde dat Israël de 21 nederzettingen in Gaza mocht behouden (map No. 1), net zoals de kolonies op de Westoever, zolang er nog geen overeenstemming over was bereikt in de zogenoemde vredesonderhandelingen met de PLO. Het had de opmaat moeten zijn van de terugtrekking uit het grootste deel van de Westoever en teruggave daarvan aan de Palestijnen (wat in werkelijkheid nimmer zou gebeuren).
Landconfiscatie en uitbreiding van nederzettingen markeerden de vier jaar (1992-1996) van het premierschap van Rabin en Peres. Ze investeerden 46 miljoen dollar in de joodse kolonistenpopulatie van toen ongeveer 144.000 in de Palestijnse bezette gebieden. In 1996 was de kolonistenpopulatie met 48% toegenomen op de Westelijke Jordaanoever en met 62% in de Gazastrook.

#### Palestijnse Autoriteit
De regering van de conform artikel III.1 nieuw opgerichte Palestijnse Autoriteit kreeg voor de Palestijnen een beperkt aantal bevoegdheden over civiele zaken, vooralsnog alleen binnen de Jericho-regio en een deel van Gaza. Voorheen werden die taken uitgevoerd door de Israëlische Civil Administration, een onderdeel van de door het leger bestuurde COGAT, die namens de Israëlische regering civiele taken in de bezette gebieden uitvoert. Later zou de bevoegdheid van de PA tot de rest van de gebieden buiten de nederzettingen en speciale gesloten gebieden (Closed Area's) worden uitgebreid. Artikel IV bepaalt dat de PA uit exact 24 leden moet bestaan, die vooraf moeten zijn goedgekeurd door Israël en zich strict moeten houden aan het akkoord. De Autoriteit kreeg uitsluitend bevoegdheden over civiele zaken, voor zover Israël daarmee akkoord ging. Aangelegenheden betreffende nederzettingen en Israëli's vielen daarbuiten. Van een Palestijns parlement (de 'Legislative Council') is nog geen sprake. Dit werd pas geregeld in het Oslo II-akkoord. Volgens de artikelen I, XX.4 en XXXI.3 van Oslo II zou de Council de PA vervangen.
Met de instelling van de Palestijnse Autoriteit werd de PLO alsnog formeel buiten spel gezet bij het zelfbestuur van de Palestijnse gebieden, hoewel Yasser Arafat president was van zowel de PLO als de PA, die Arafat zelf hernoemde tot de "Palestijnse Nationale Autoriteit" (PNA), wat de schijn van een Palestijnse natie moest ophouden. Deze naamswijziging is echter niet overgenomen in Oslo II. De PLO was enkel nog maar bevoegd tot onderhandelingen met Israël over een toekomstig vredesverdrag. Dit liep via de PLO Negotiations Affairs Department (PLO-NAD). Artikel VI.2 verbiedt diplomatieke betrekkingen tussen de PA het buitenland en de vestiging van ambassades en consulaten in het buitenland of binnen de Palestijnse gebieden. Hetzelfde artikel geeft de PLO beperkte bevoegdheden tot het voeren van onderhandelingen en afsluiten van verdragen met andere staten, uitsluitend op het gebied van economie, cultuur, wetenschap en onderwijs, en voor het inzamelen van buitenlandse economische hulp.

#### Paris Protocol
Het Paris Protocol regelt het economische verkeer tussen Palestina en het buitenland en tussen Palestina en Israël. Het Protocol werd al 5 dagen vóór het Gaza-Jericho-akkoord ondertekend. Hoewel het alles bepalend was en is voor de Palestijnse economie, wordt het slechts in één enkele zin genoemd in article XIII. Het is aan het akkoord toegevoegd als Annex IV.
Met het Protocol werd de zwakke, vrijwel geheel van internationale hulp afhankelijke, Palestijnse economie de facto opgeslokt door die van Israël en zijn nederzettingen en  daarvan volledig afhankelijk gemaakt. Palestijnen kunnen tot op de dag van vandaag niet vrij naar het buitenland reizen en zijn voor een belangrijk deel afhankelijk van vergunningen om in Israël te mogen werken. Het Protocol formaliseerde de volledige controle over de buitengrenzen van de Palestijnse gebieden en de heffing van invoerrechten en BTW over de importen. Alle handel met derde landen (en de internationale hulp) bleef lopen via Israëlische zee- en luchthavens of via door Israël gecontroleerde grensovergangen.
Artikel IV van ANNEX IV stelt een "Palestinian Monetary Authority"(PMA) in, die zou moeten fungeren als een soort Palestijnse Centrale Bank. Het Protocol verbiedt het instellen van een eigen Palestijnse munt (wat een symbool van onafhankelijkheid zou zijn). In par. IV.10 wordt de Israëlische shekel (NIS) aangewezen als officiële valuta binnen de bezette gebieden en de acceptatie ervan verplicht binnen Palestina, met de Bank of Israel als centrale bank voor het inwisselen van vreemde valuta. Palestijnse banken en de PA en diens instituties zijn verplicht om de shekel als betaalmiddel te accepteren.

#### Veilige passage, zeehaven en luchthavens
ANNEX II van Oslo I rept al van een veilige verbinding voor Palestijnen tussen Gaza en Jericho. ANNEX III van Oslo I belooft een Palestijnse zeehaven in Gaza. Gaza zou daarmee potentieel de Westoever verbinden met de zee; Jericho zou een landverbinding vormen tussen Gaza en Jordanië.
In ANNEX I van het Caïro-akkoord is dit verder uitgewerkt:
- Artikel IX belooft een veilige route tussen Gaza en Jericho voor Palestijnse burgers van die gebieden en reizigers vanuit het buitenland (map No. 3). Gebruikers van de route zouden een door Israël goedgekeurde gebruikerspas moeten hebben. Die veilige route is er nimmer gekomen.
- In artikel XI belooft Israël in een speciale commissie te gaan discussiëren over plannen voor een zeehaven in Gaza. Map No. 6 stelt een visserij- en recreatie-zone voor de Palestijnen in Gaza in. De zeehaven, die onder meer met Nederlandse hulp aangelegd zou worden, is er nimmer gekomen. Israëlische tanks en bulldozers richtten vernielingen aan op de plaats waar Nederland de Palestijnse haven aanlegde. Israël had Nederland niet geïnformeerd over de vernielingen.[14]. Gaza heeft alleen nog een kleine historische vissershaven, waar geen internationale scheepvaart is toegestaan. Vissersschepen worden systematisch aangevallen en beschoten door de Israëlische marine.[15][16]
- Volgens artikel XII mochten de Palestijnen in Gaza en bij Jericho provisorische start- en landingsbanen onder Israëlische controle gaan aanleggen. Het vliegveld in Gaza werd later door Israël platgebombardeerd tijdens de Tweede Intifada nog voordat het volledig operationeel was geworden.

## Preparatory Transfer Agreement
Op 29 augustus 1994 werd de Agreement on Preparatory Transfer of Powers and Responsibilities, ook Preparatory Transfer Agreement genaamd, afgesloten. Het was een tussen-overeenkomst, waarmee artikel VI van Oslo I werd uitgewerkt. Het regelde de overdracht van een aantal bevoegdheden aan de PA die niet te maken hadden met militaire of territoriale kwesties. Oost-Jeruzalem, nederzettingen, Israëli's en militaire gebieden (pakweg 60% van de Westoever) waren uitgesloten. De PA kreeg bevoegdheden op het gebied van onderwijs en cultuur, gezondheid, welzijnsorganisaties, toerisme, en belastingen. Zij mocht voortaan inkomstenbelasting en BTW gaan heffen. Onroerend goed-belasting bleef door Israël namens de Palestijnen geïnd worden.
De overeenkomst bestond uit een basistekst en zes annexen met details. De annexen bevatten appendices met lijsten van bestaande Israëlische Militaire Orders waarbinnen de Palestijnen hun 'zelfbestuur' mochten vormgeven. De PA mocht regelgeving op genoemde gebieden invoeren binnen de kaders van de talloze Israëlische bezettingswetten met Israëlisch vetorecht. Ook het 'Paris Protocol' bleef van kracht.
Zo zegt Annex III bijvoorbeeld:
"The transfer of powers and responsibilities to the Palestinian Authority shall not affect the continued authority of the military government and its Civil Administration to exercise their powers and responsibilities for security and public order as well as for other spheres not transferred, including, inter alia, the establishment of a vice squad."
en Annex IV:
"The transfer of powers and responsibilities to the Palestinian Authority shall not affect the continued authority of the military government and its Civil Administration to exercise their powers and responsibilities for security and public order as well as for other spheres, including the sites referred to in paragraph 2 above, authority over which has not been transferred."

## Protocol on further transfer
Op 27 augustus 1995 volgde het Protocol on further transfer of powers and responsibilities. Hierin werden verdere bevoegdheden overgedragen op de acht terreinen: arbeid, handel en industrie, gas en brandstof, verzekeringen, posterijen, statistiek, lokaal bestuur, en landbouw. Dit was een gedeeltelijke uitwerking van het Caïro-akkoord en onderdeel van het nog te ondertekenen Oslo II-akkoord. Het bevatte acht bijbehorende annexen.

## Oslo II
Dit Interim-akkoord, officieel "Israeli-Palestinian Interim Agreement on the West Bank and the Gaza Strip", werd op 24 september 1995 in Taba (Sinaï, Egypte) getekend door Israël en de PLO en op 28 september van dat jaar bekrachtigd door premier Yitzchak Rabin en PLO voorzitter Yasser Arafat in Washington D.C.. Als getuigen waren president Bill Clinton en afgezanten van Rusland, Egypte, Jordanië, Noorwegen en de Europese Unie aanwezig. Dit akkoord verving het tussenakkoord van 1994.

### Inhoud
Oslo II was een tijdelijke regeling over de rest van de Westelijke Jordaanoever en de Gazastrook. Dit akkoord gaf de Palestijnen beperkt zelfbestuur in Bethlehem, Hebron, Jenin, Nablus, Qalqilya, Ramallah, Tulkarm, en ongeveer 450 dorpen. En de terugtrekking van het Israëlische leger uit deze bevolkingscentra.
Deze overeenkomst was een verdere uitwerking van Oslo I. Hij ging met name over de overdracht van een aantal verantwoordelijkheden van de militaire regering naar de Palestijnen in die delen van Palestina waar het leger zich zou hebben teruggetrokken.
Het akkoord regelde tot in de kleinste details de verkiezing van het Palestijnse parlement, inclusief de organisatie van de verkiezingscampagne, de mogelijke kandidaten, de opzet en samenstelling van het parlement en diens taken en bevoegdheden. Waar de meeste zaken waren geregeld in het akkoord zelf, wordt het verkiezings-protocol geregeld in Annex II.
Verder wordt de gefaseerde gedeeltelijke terugtrekking van het leger geregeld met een samenwerking op het gebied van veiligheid en een (nimmer gerealiseerde) verbinding tussen Westoever en Gaza.

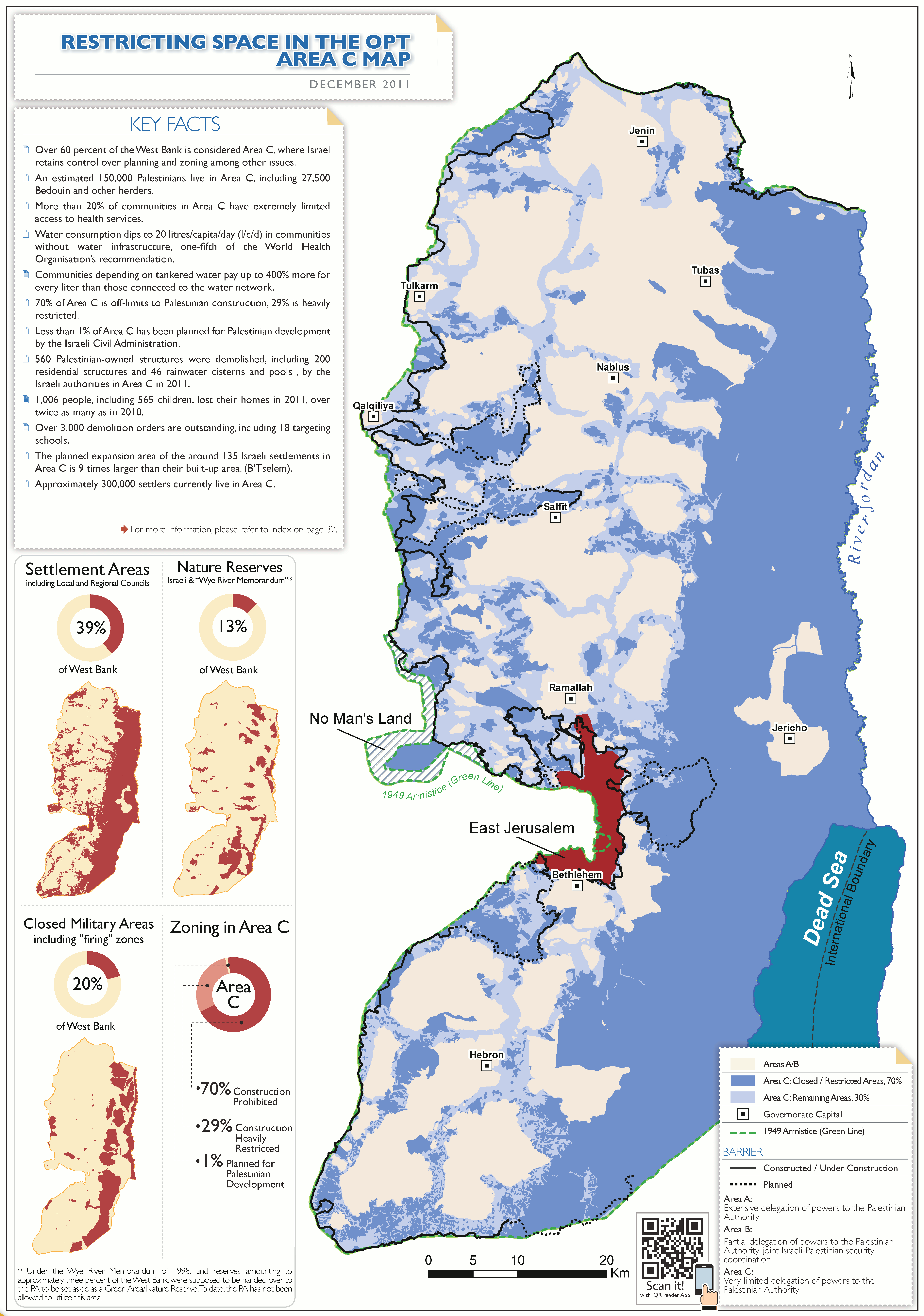
Het gebied 'Area C' in blauw en rood, gecontroleerd door Israël onder de Oslo-akkoorden (december 2011

Een van de meest ingrijpende onderdelen ging over de indeling van het grondgebied van de Westoever. De Westoever werd zodanig in zones verdeeld dat het Palestijnse gebied werd versnipperd tot een lappendeken van kleine enclaves. Iedere enclave werd bestuurlijk onderdeel een van de Zones A of B:
- Zone A - Onder bestuur van de Palestijnse Autoriteit (3%, in 1998 18% van de Westoever; steden).[2],p.168-169
- Zone B - Palestijnse Autoriteit maar onder Israëlisch militair bewind (22% van de Westoever; verstedelijkend).[2]
- Zone C - Onder bestuur van de regering van Israël (60% van de Westoever; buitengebied)[2]

Oslo II bestond uit een basisovereenkomst, 7 annexen en 6 kaarten. De belangrijkste conflictpunten bleven echter onbesproken en werden doorgeschoven naar de toekomstige onderhandelingen. Waar deze aan de orde kwamen, werd hiervoor veelvuldig een uitzondering vermeld, dan wel een voorbehoud gemaakt met de mantra "behalve voor de zaken waarover zal worden onderhandeld bij de permanente status-onderhandelingen".
Achteraf bleken de Oslo-akkoorden voor Israël een vrijbrief te zijn voor een ongebreidelde uitbreiding van zijn nederzettingen, die uiteindelijk het gehele vredesproces in gevaar zou brengen.

## Israëlisch militair bestuur onder Oslo
Het Israëlische militair bestuur over de Bezette gebieden, de COGAT, de "Coordination of Government Activities in the Territories", werd in 1967 ingesteld. Dit was noodzakelijk omdat toepassing van de Israëlische wetgeving de facto zou neerkomen op illegale annexatie van bezet gebied.
De oprichting van de Palestijnse Autoriteit onder de Oslo-akkoorden maakte geen eind aan deze militaire regering. Slechts een deel van de civiele taken was, althans op papier, overgedragen aan de PA. De militaire activiteiten en het bestuur over de nederzettingen bleven uitgevoerd worden door de COGAT onder verantwoordelijkheid van het Ministerie van Defensie. Ook moet de samenwerking tussen Israël en de PA gecoördineerd worden. De COGAT bleef ook controle houden over de overgedragen taken via de "Joint Committees" en de van kracht zijnde Militaire Orders.
Artikel 1.A.2 van Annex II van het Gaza-Jericho-akkoord zegt bijvoorbeeld:
"The functions of the CAC are to coordinate between the Palestinian Authority on one hand, and Israel and the Civil Administration that shall continue to function in the rest of the West Bank on the other hand, ..."
en artikel I.1.c van Annex III van Oslo II zegt:
"The CAC will deal with the following matters: (1) Civil affairs, including issues concerning the transfer of civil powers and responsibilities from the Israeli military government and its Civil Administration to the Council."
Met de Oslo-akkoorden werden alleen bevoegdheden van de Civil Administration aan de PA overgedragen binnen de kaders van de bestaande Militaire Orders. De PA was – net zoals zijn voorganger de Israëlische Civil Administration – niet bevoegd om militaire orders te wijzigen of in te trekken, wat betekende dat de militaire regering de ultieme autoriteit bleef.,p.102-105
Artikel I.5 van het Oslo II-akkoord beloofde dat de Civil Administration zou worden opgeheven en de militaire regering worden "teruggetrokken", zodra de Council (het Palestijnse parlement dat volgens hetzelfde akkoord zou worden ingesteld) zou zijn geïnstalleerd. Volgens de Akkoorden behield Israël essentiële bevoegdheden.
De CA bleef gewoon functioneren onder andere namen. Volgens Annex I, artikel V en Annex III, artikel I zouden acht 'Joint District Coordination Offices' (DCO's) en 'District Civil Liaison Offices' (DCL's) op de Westoever worden opgericht en ook DCO's en DCL's in Gaza (in Gaza was tot 2005 nog een groot aantal nederzettingen gevestigd).
Anno 2023 zijn er op de bezette Westoever nog steeds acht "District Coordination and Liaison Offices" gevestigd plus het hoofdkwartier van de Civil Administration. De oorspronkelijke "Civil Administration" in Gaza, die in 1981 in Gaza City werd gevestigd, werd vervangen door de "Coordination and Liaison Administration" (CLA), die kantoor houdt bij twee grensovergangen tussen Israël en Gaza.

## Na Oslo

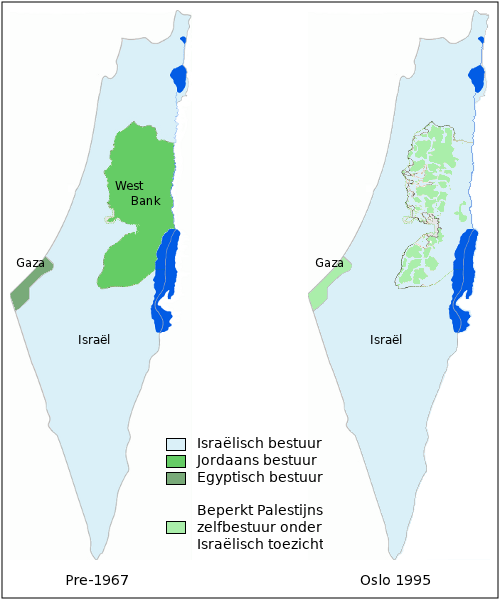
Kaart van de Palestijnse gebieden en Israël; bestuur vóór 1967 en na de Oslo-akkoorden

In 1997 volgde nog het Hebron-protocol en in 1998 het Wye River Memorandum, dat slechts voor een klein deel werd uitgevoerd. Daarna volgden het vruchteloze Sharm el-Sheikh-memorandum (september 1999), Camp David-2 (juli 2000) en Taba (januari 2001).
Op 4 mei 1999 – vijf jaar na de ondertekening van het 'Gaza-Jericho-akkoord' en de oprichting van de Palestijnse Autoriteit – kwam er een einde aan de interim-periode en feitelijk ook aan de Oslo-akkoorden, zonder totstandkoming van het beloofde vredesverdrag. De onderhandelaars hadden – waarschijnlijk bewust – voor dit scenario geen plan B opgesteld. Stilzwijgend werden de Akkoorden voor onbepaalde tijd voortgezet in de hoop alsnog tot een goed einde te komen.
In 2014 voerde John Kerry onder VS-president Barack Obama nog een vergeefse poging tot pendel-diplomatie. Op 19 mei 2020 verklaarde de Palestijnse president Mahmoud Abbas, woedend over zowel de voortgaande de facto annexatie-politiek van Benjamin Netanyahu als over daden van de Amerikaanse president Donald Trump (bijvoorbeeld zijn eenzijdige erkenning van Jeruzalem/ Al Quds als hoofdstad van Israël), de Oslo-akkoorden feitelijk eenzijdig nietig. Hij had dat eerder gedaan, in 2015, in 2018 en dus in 2020. Desondanks bleven dit steeds loze dreigementen en bleef de PA met Israël samenwerken op het vlak van veiligheidshandhaving, met als doel opstand van de Palestijnse bevolking te onderdrukken.

## Israëlische leiders over de Akkoorden

### Yitzhak Rabin
Yitzhak Rabin, de ondertekenaar van de Akkoorden namens Israël, verklaarde na de ondertekening van het "Gaza-Jericho-akkoord":
"In dit stadium wil ik niet onderhandelen over de permanente oplossing. Wij accepteren niet het Palestijnse doel van een onafhankelijke Palestijnse staat tussen Israël en Jordanië. Wij geloven dat er een afzonderlijke Palestijnse entiteit bestaat, minder dan een staat."
(At this stage I do not want to deal with the permanent solution, we do not accept the Palestinian goal of an independent Palestinian state between Israel and Jordan. We believe there is a separate Palestinian entity short of a state.)
Na de ondertekening van Oslo II herhaalde hij deze woorden in de Knesset, die het Akkoord nog moest ratificeren, in nog wat uitgebreidere bewoordingen:
"Wij zien de permanente oplossing in het raamwerk van de staat Israël, die zoveel mogelijk van het Land van Israël omvat zoals het was onder het Brits Mandaat, naast een Palestijnse entiteit die het thuisland zal zijn van de meeste inwoners van de Gazastrook en de Westoever."
Wij zouden willen zien dat dit een entiteit is die minder is dan een staat, waarin de levens van de Palestijnen onafhankelijk worden geregeld door hun autoriteit. De grenzen van de staat Israël, onder de permanente oplossing, zullen verder liggen dan de grenzen zoals die bestonden vóór de Zesdaagse Oorlog."
Over de samenstelling van de bevolking binnen Israël zei Rabin:
"In het raamwerk van de permanente oplossing, streven wij, eerst en vooral, naar de staat Israël als een Joodse staat, waarin minstens 80% van zijn burgers Joden zullen zijn, en zijn."
Rabin werd op 4 november 1995 na een vredesrally in Tel Aviv vermoord door een zionistisch-joods extremist.

### Benjamin Netanyahu
Veelvoudig Israëlisch premier Netanyahu was tegen het Oslo-vredesproces. Het was volgens hem ronduit fout. Hij betuigde echter spijt dat hij niets had gezegd tegen stemmen die Rabin een verrader noemden, ja, dit zo had aangemoedigd. Nee, een verrader was hij niet. Netanyahu moe(s)t niets hebben van een Palestijnse staat.

## Kritische stemmen
Er waren bekende Palestijnen die ernstige vragen bij deze akkoorden hadden (of kregen) of ronduit tegen waren:
- bv 15 Palestijnse leiders olv Haydar ‘Abd al-Shafi , die in november 1993 negen aanbevelingen deden in een memorandum aan Jasser Arafat om de onderhandelingen democratischer en professioneler aan te pakken[35];
- Hanan Ashrawi (ten tijde van "Madrid" woordvoerster van de Palestijnse delegatie): "“Jammer genoeg werd in Oslo de inhoud geofferd. Het is in haast getekend. Het credo van Oslo luidde 'eerst een verdrag en dan onderhandelen'. Het moment dat ik het verdrag zag, wist ik dat het ofwel in een ramp zou eindigen, ofwel tot een staat kon leiden op voorwaarde dat we het alsnog in een constructieve vorm konden gieten. In de praktijk heeft Israël zijn wil weten op te leggen. En onze leiding zit in de val.” ... Ashrawi ziet maar één uitweg: een herziening, een 'rectificatie' van het verdrag, het op tafel leggen van de echte knelpunten: Jeruzalem, de nederzettingen, de grensovergangen, de mensenrechten."[36]
- Hani al-Hassan, politicus van Fatah: “Ja, Israël erkende de PLO, maar alléén nadat ze deze organisatie hadden ontdaan van alles waar het voor stond.” (9 oktober 1993)[35];
- de bekende en betreurde Palestijnse dichter Mahmoud Darwish die al in augustus 1993 was afgetreden als lid van het Uitvoerend Comité van de PLO :“de PLO is feitelijk dood, dient alleen nog om deze akkoorden met Israël te tekenen”, “mijn geweten verbiedt me om mee te doen met deze avontuurlijke beslissing zolang ik geen antwoorden krijg op de gestelde vragen”[35];
- Farouk Kaddoumi was tegen;
- Edward Said (Palestijns (cultuur-)christen en intellecteel) eveneens. Volgens hem was "Oslo" een "Palestijnse capitulatie van verbazingwekkende proporties". "Een Palestijns Versailles". De PLO, toch gesteund door een krachtige volksbeweging ( de eerste Intifada ) en zoveel internationale resoluties, heeft de staat Israël erkend en toegestaan dat deze daar vrijwel niets tegenover stelde. Ja, een enigszins gewijzigd "Jigal Allon-plan". Op 13 september 1993 zette Rabin in de tuin van het Witte Huis de Palestijnen neer als eindelijk bekeerde terroristen. Terug thuis laten Arafat en zijn team uit Tunis en enkele plaatselijke vertrouwenspersonen geen democratische controle toe. Zij overleggen met Mossad-officieren, terwijl het Palestijnse lijden doorgaat! Ja, zo is de Palestijnse Autoriteit de politieagent in dienst van Israël geworden.[37]
- Ook de Syrische president Hafiz al-Assad had 1 oktober 1993 verbolgen gereageerd: we waren als Arabische staten in Madrid samen aan het onderhandelen met Israël. Waarom zijn sommige PLO-leden in het geheim – achter onze rug om - met Israël gaan onderhandelen?.[35]

#### Wetenschappelijke kritiek
- de "nieuwe historicus" Ilan Pappe , joods Israëliër sinds jaren woonachtig in Engeland, stelt[38] dat de praktische uitwerking van "Oslo 1" steeds minder van doen had met de afgesproken principes aan de basis ervan. Dit had te maken met het "dramatische machtsverschil ten gunste van Israël", waar de Palestijnse onderhandelaars weinig tegen in hadden te brengen. Zo kon Israël "de eigen visie doordrukken: een sterke Joodse staat die een klein Palestijns protectoraat domineert". Zonder oplossing voor het probleem van de Palestijnse vluchtelingen/ontheemden en zonder een (soevereine) Palestijnse aanwezigheid in Jeruzalem/Al Quds.

## Film
- The Oslo Diaries, documentaire, 2017, regie: Mor Lousky en Daniel Sivan, speelduur: 97 minuten. Over twee Israëlische historici die in 1992 in Noorwegen geheime vredesonderhandelingen houden met drie Palestijnen van Fatah, onder wie Ahmed Qurei (Abu Ala). Deze zouden uitlopen op de Oslo-akkoorden (1993). Reconstructie aan de hand van dagboeknotities van deelnemers.
- Oslo, 2021: regie: Barlett Sher, speelduur 118 minuten. Amerikaanse film over de geheime, onderhandelingen via achterkamertjes bij de totstandkoming van de Oslo-akkoorden van 1990 tussen Israël en de Palestijnse Bevrijdingsorganisatie.[39]

## Basisdocumenten

### 1993 – Oslo I
Declaration of Principles on Interim Self-Government Arrangements (DOP), 13 september 1993. pdf

Inclusief:
- ANNEX I, Protocol on the mode and conditions of elections
- ANNEX II, Protocol on withdrawal of Israeli forces from the Gaza Strip and Jericho area
- ANNEX III, Protocol on Israeli-Palestinian cooperation in economic and development programs
- ANNEX IV, Protocol on Israeli-Palestinian cooperation concerning regional development programs
- Agreed minutes to the Declaration of Principles on interim self-government arrangements
- Annex II. Voorbehoud dat Israël ook ná de terugtrekking het gebied controleert, voor interne en externe veiligheid van de Israëlische nederzettingen in bezet gebied verantwoordelijk blijft, en leger en Israëlische burgers zich binnen Gaza het Jericho-gebied mogen blijven bewegen.

### 1994 – Gaza-Jericho Agreement
Agreement on Gaza Strip and Jericho Area (Caïro-akkoord), 4 mei 1994. Gearchiveerd; pdf
annexen:
- ANNEX I, Protocol Concerning Withdrawal of Israeli Military Forces and Security Arrangements. Gearchiveerd
- ANNEX II, Protocol Concerning Civil Affairs. Gearchiveerd
- ANNEX III, Protocol Concerning Legal Matters. Gearchiveerd
- ANNEX IV, 29 april 1994! Protocol on Economic Relations between the Government of the State of Israel and the P.L.O., representing the Palestinian people (Paris Protocol). Gearchiveerd; pdf

kaarten:
- Gaza-Jericho Map No. 1, The Gaza Strip (gearchiveerd)
- Gaza-Jericho Map No. 2, The Jericho Area (gearchiveerd)
  - Gaza-Jericho Map No. 2 (op commons.wikimedia)
- Gaza-Jericho Map No. 3. Safe passage routes between the Gaza Strip and the Jericho Area (gearchiveerd)
- Gaza-Jericho Map No. 4. Gaza Strip Palestinian Police Deployment (gearchiveerd)
- Gaza-Jericho Map No. 5. Jericho Area Palestinian Police Deployment (gearchiveerd)
- Gaza-Jericho Map No. 6. Maritime Activity Zones (fishing zone) (gearchiveerd)

- - Map No. 1, No. 2 en No. 3 (verbeterde versie op Passia.org, niet-beveiligde verbinding). Gearchiveerd

### 1995 – Oslo II
The Israeli-Palestinian Interim Agreement On The West Bank and The Gaza Strip, 28 september, 1995]
- The Israeli-Palestinian Interim Agreement - Main Points. Gearchiveerd

annexen:
- Annex I, Protocol Concerning Redeployment and Security Arrangements (met 6 appendices). Gearchiveerd op de Knesset-website
- Annex II, Protocol Concerning Elections (met 3 appendices). Gearchiveerd op de Knesset-website
- Annex III, Protocol Concerning Civil Affairs (met 1 appendix met 11 schema's). Gearchiveerd op de Knesset-website
- Annex IV, Protocol Concerning Legal Affairs. Gearchiveerd op de Knesset-website
- Annex V, Protocol on Economic Relations (supplement op Annex IV van het "Gaza-Jericho-akkoord"). Het bevat aanvullingen op het Paris Protocol (ANNEX IV) van 1994 en voegt nog eens twee appendices toe waarin twee artikelen van het Protocol worden vervangen. Gearchiveerd op de Knesset-website
- Annex VI, Protocol on Israeli-Palestinian Cooperation Programs Gearchiveerd op de Knesset-website
- Annex VII, Release of Palestinian Prisoners and Detainees Gearchiveerd op de Knesset-website

kaarten:
- Map No. 1, First Phase of Redeployment (Areas A&B). Kaart met gebieden op de Westoever waar het bezettingsleger zich van zou terugtrekken. Kopie op commons.wikimedia
- Map No. 2, Security Arrangements in the Gaza Strip. Deze is gelijk aan Map No. 1 van het 1994 Caïro-akkoord.
- Map No. 5, Palestinian Police Deployment - Gaza Strip. Deze is gelijk aan Map No. 4 van het 1994 Caïro-akkoord.
- Map No. 6, Safe Passage Routes. Dit is een duidelijkere weergave van Map No. 3 van het 1994 Caïro-akkoord.
- Map No. 8, Maritime Activity Zones. Deze is gelijk aan Map No. 6 van het 1994 Caïro-akkoord.
- Map No. 9, Hebron. Kaart van Hebron met het gedeelte waar het bezettingsleger zich van zou terugtrekken. Duidelijkere weergave op commons.wikimedia

- Hypothetische kaart van de Palestijnse gebieden als Oslo II zou zijn uitgevoerd (niet-beveiligde verbinding). Gearchiveerd